# Centrul Cultural „Simion Bărnuțiu” din Bocșa
Centrul cultural "Simion Bărnuțiu" este un monument istoric din Bocșa, Sălaj, construit în 1937-1938. Numele centrului poartă numele lui Simion Bărnuțiu, ale cărui rămășițe se află în mausoleul din Biserica greco-catolică din Bocșa. 
Cladirea centrului a fost construită în 1937-1938, pentru a fi sediul primăriei. Doar in vara anului 1985 a fost înființat muzeul din Bocșa (cu trei săli). Tot in vara lui 1985, în fata muzeului, a fost dezvelit cel de-al doilea bust al lui Simion Bărnuțiu din Bocșa.